# Swingfire
Die Swingfire war eine Panzerabwehrlenkwaffe aus britischer Produktion.

## Entwicklung
Die Vigilant basiert auf dem Entwurf Orange William der Fairey Aviation Company aus den 1950er-Jahren. Als dieses Projekt wenig erfolgreich verlief, wurde es Ende der 1950er-Jahre abgebrochen. Im Jahr 1958 formulierte das Verteidigungsministerium des Vereinigten Königreichs eine Bedarfsforderung für den Ersatz der Panzerabwehrlenkwaffe Malkara. Der Entwicklungsauftrag für die neue Panzerabwehrlenkwaffe wurde Vickers-Armstrongs und der BAC zugesprochen. Diese verwendeten als Grundlage für die Swingfire den Entwurf der Orange William sowie die Vigilant-Panzerabwehrlenkwaffe, von der die Steuerung übernommen wurde. Im Jahr 1962 wurde erstmals der Swingfire-Prototyp vorgestellt. Nachdem es bei der Entwicklung zu Problemen gekommen war, erfolgte 1964 der erste Teststart. Nach der Truppenerprobung bei der British Army wurde die Swingfire im Jahr 1969 offiziell in Dienst gestellt.

## Technik
Swingfire war ein Panzerabwehrlenkwaffen-System, welches auf Fahrzeugen installiert war. Es konnten sowohl Kettenfahrzeuge wie auch Radfahrzeuge verwendet werden. Daneben entstanden auch Ausführungen auf leichten Lastkraftwagen (Beeswing) und Land Rover (Golfswing) sowie Prototypen für den Einsatz ab Hubschraubern (Hawkswing).

### Fahrzeuge

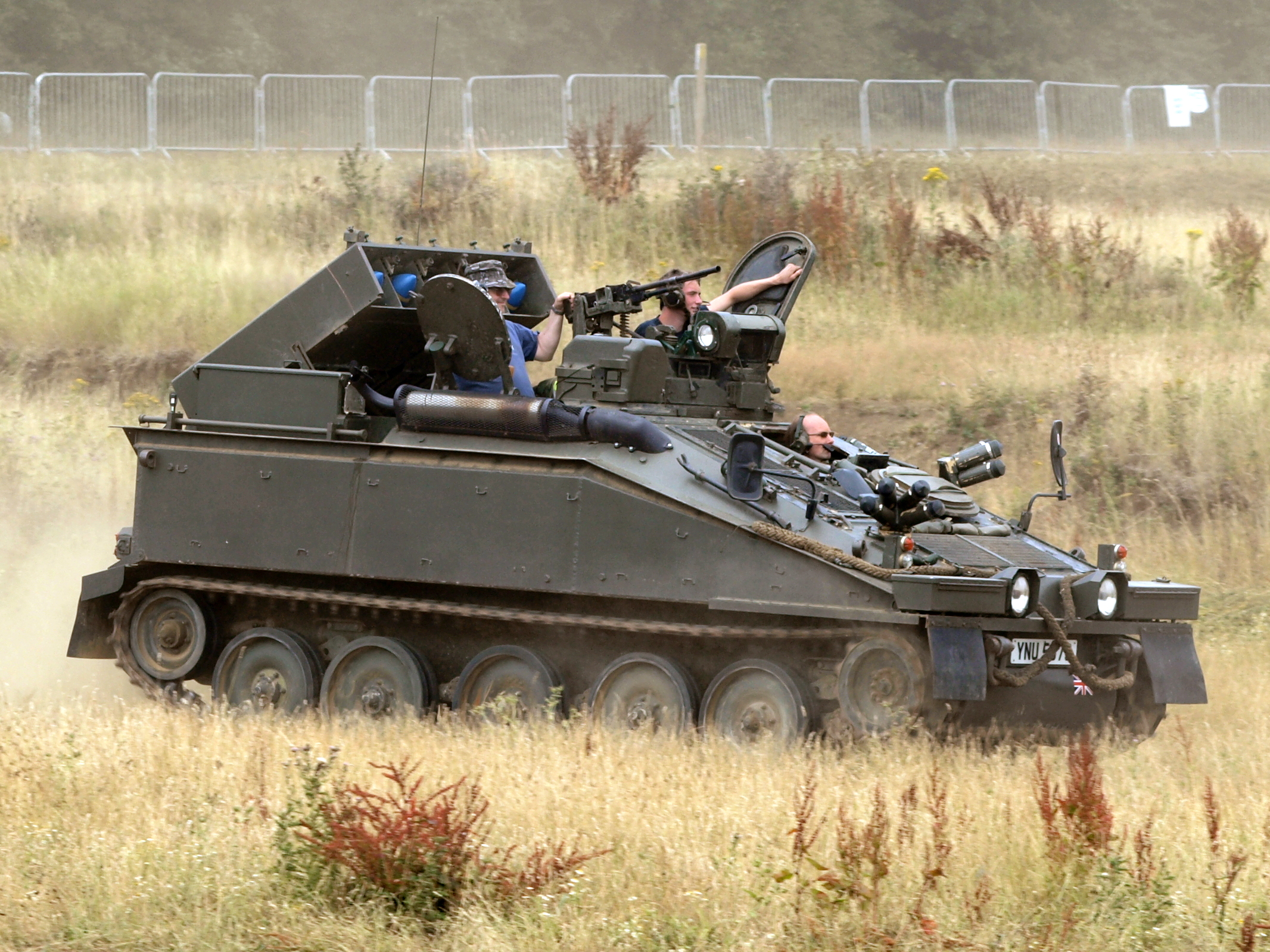
FV102 Striker

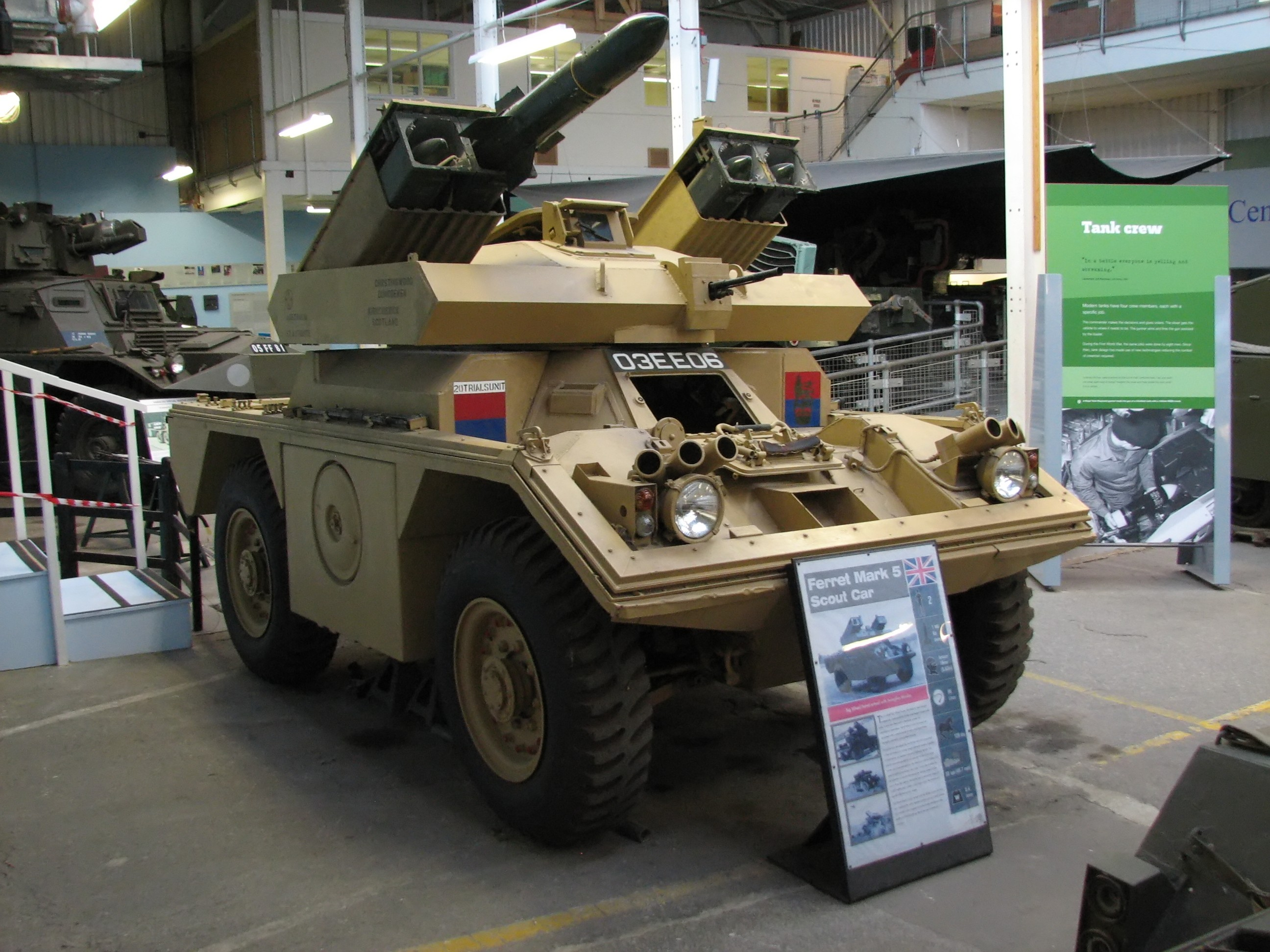
Ferret mit Swingfire

Die erste Ausführung für die British Army war auf dem Kettenfahrzeug FV 438 Swingfire installiert. Dabei handelte es sich um einen FV 432, auf dem ein drehbarer Ein-Mann-Waffenturm installiert war. Am Waffenturm waren zwei Startvorrichtungen für Swingfire-Raketen montiert. Im Fahrzeuginneren waren 14 Swingfire gelagert, welche mit einer halbautomatischen Ladevorrichtung in den Waffenturm geladen wurden. Das Fahrzeug hatte eine Besatzung von drei Mann.
Weiter wurde die Swingfire auf dem Ferret installiert. Dies war ein Radpanzer der Ausführung FV712 mit der Radformel 4×4. Das Fahrzeug hatte eine Besatzung von zwei Mann und am drehbaren Waffenturm waren vier Startbehälter mit Swingfire-Raketen montiert.
In den frühen 1970er-Jahren entstand die Ausführung FV102 Striker. Dieses Kettenfahrzeug basierte auf dem FV101 und hatte eine Besatzung von drei Mann. Am Fahrzeugheck waren fünf Startbehälter mit Swingfire-Raketen montiert. Im Fahrzeuginneren befanden sich weitere fünf Swingfire-Raketen zum Nachladen.

### Lenkwaffe
Die Lenkwaffen wurden in versiegelten Startbehältern aus dem Herstellungswerk geliefert. Die Swingfire war eine kleine, gedrungene Lenkwaffe. Der Rumpf und die Flügel bestanden zu großen Teilen aus Leichtmetall und GFK und war in drei Sektionen aufgeteilt: Hinter der ogiven Lenkwaffenspitze befand sich der 6,8 kg schwere K33-Hohlladungsgefechtskopf mit dem piezoelektrischen Aufschlagzünder. Dahinter folgten das Feststoffraketentriebwerk von IMI plc. Im hinteren Rumpfdrittel waren zwei Gyroskope und die Thermalbatterien mit dem Stromwender verbaut. Im Heck befanden sich der Signalempfänger, die Aktuatoren für die Schubvektorsteuerung, eine Leucht-Fackel sowie die Kabelspule für den Lenkdraht. Hinten am Raketenrumpf waren vier trapezförmige Stabilisierungsflächen montiert. An diesen waren vier Störklappen angebracht. Diese Flächen sind, während sich die Lenkwaffe in dem Startbehältern befindet, an den Lenkwaffenrumpf angelegt. Sie entfalten sich unmittelbar nach dem Start.

## Einsatz
Im Startfahrzeug war für den Schützen eine Visier- und Steuereinheit angebracht. Diese bestand aus einer monokulare Tageslicht-Zieloptik mit 10-facher Vergrößerung, ein Joystick und ein Kommandogeber. Die Visiereinheit konnte auch mit einer Kabelverbindung bis zu 100 m vom Startfahrzeug platziert werden. Dabei konnte sich das Fahrzeug auch in Deckung befinden und es musste keine Sichtverbindung zum Ziel bestehen. Die Lenkung der Rakete erfolgte nach dem Prinzip des manuellen Zieldeckungsverfahrens mit Hilfe der Zieloptik und der Steuereinheit. Der Schütze erfasste das Ziel visuell mit der Zieloptik und verfolgte dieses. War das Ziel in Schussdistanz, startete der Schütze die Swingfire-Lenkwaffe. Diese startete aus dem 35° himmelwärts geneigten Raketenbehälter. Mit der Schubvektorsteuerung konnte die Swingfire-Lenkwaffe unmittelbar nach dem Start eine Kurve um 45° ausführen. Am Raketenheck wurde nach dem Start die Leucht-Fackel gezündet. Diese diente dem Schützen zur besseren Erkennbarkeit der Raketenflugbahn. Um den Flug zu stabilisieren, wurde die Lenkwaffe durch die Stabilisierungsflächen und den Antrieb in der Längsachse in Rotation versetzt. Dabei sorgte das Gyroskop für Stabilisierung der Flugbahn. Der Schütze erfasste die Lenkwaffe in der Zieloptik. Jetzt musste der Schütze die Lenkwaffe in eine Zielachse mit dem Panzer bringen und führte die Lenkwaffe mit dem Joystick an das Ziel heran. Dabei musste er sowohl die Lenkwaffe wie auch das Ziel mit der Zieloptik verfolgen. Sämtliche Bewegungen des Joysticks wurden als Steuerbefehle über ein Kabel an die Lenkwaffe gesendet. Die Lenkwaffenflugzeit auf die maximale Einsatzdistanz von 4000 m betrug rund 26 Sekunden. Beim Aufschlag im Ziel wurde der Hohlladungs-Gefechtskopf gezündet. Dieser hat eine Durchschlagsleistung von 800 mm Panzerstahl.
Das MCLOS (Manual Command to Line of Sight) genannte Steuerverfahren erforderte vom Schützen ein hohes Maß an Geschicklichkeit und Konzentration. Gemäß Hersteller sollte mit der Swingfire eine Treffererwartung von rund 85 % erreicht werden. In der Praxis lag diese aber deutlich niedriger. Mit dem später eingeführten SACLOS-Steuerverfahren konnte die Treffererwartung deutlich verbessert werden.

## Varianten

### Swingfire All-Weather
Ab 1980 konnten die FV 438 und FV102-Fahrzeuge der British Army und der Exportkunden mit einem Nachtsichtgerät bzw. einer Wärmebildkamera nachgerüstet werden. Damit wurde der Einsatz der Swingfire bei Nacht und schlechtem Wetter ermöglicht.

### Swingfire SWIG
SWIG steht für Swingfire Improved Guidance. Ab 1989 wurden die Swingfire-Startfahrzeuge mit dem neuen MTMT-System (Multiple Target and Missile Tracker) sowie dem SACLOS-Steuerverfahren nachgerüstet. Mit diesem Steuerverfahren musste der Schütze nur noch das Ziel mit einem Visier verfolgen. Die Lenkwaffensteuerung erfolgte automatisch und die Kurskorrekturen für die Lenkwaffe wurden mit einem Feuerleitrechner errechnet. Dieses Steuerverfahren war wesentlich zuverlässiger und die Treffererwartung konnte deutlich erhöht werden. Diese Ausführung wurde auch Swingfire SACLOS oder Swingfire ACLOS bezeichnet.

## Kriegseinsätze
Die British Army setzte die Swingfire im Zweiten Golfkrieg und im Rahmen der Operation Enduring Freedom ein. Daneben kam die Swingfire bei Konflikten auf dem afrikanischen Kontinent zum Einsatz.

## Verbreitung
Im Vereinigten Königreich wurde die Swingfire bis 1991 produziert. In Ägypten wurde sie von 1982 bis 1993 in Lizenz produziert. Insgesamt wurden rund 46.650 Swingfire-Lenkwaffen hergestellt. Bei der British Army wurde die Swingfire ab 2005 durch die FGM-148 Javelin und Spike-NLOS ersetzt. Bei den Exportkunden wurde die Swingfire bis 2020 ausgesondert und es befinden sich keine Swingfire-Systeme mehr im Einsatz.
- Ägypten – 9000 (Lizenzproduktion)
- Belgien – 3150
- Irak – unbekannte Anzahl aus Ägypten
- Katar – unbekannte Anzahl aus Ägypten
- Kenia – 100
- Libyen – 200
- Nigeria – 100
- Portugal – unbekannte Anzahl aus britischen Beständen.
- Saudi-Arabien – unbekannte Anzahl
- Sudan – 4 Startfahrzeuge aus Ägypten
- Vereinigte Arabische Emirate – unbekannte Anzahl
- Vereinigtes Königreich – unbekannte Anzahl